# Jorge Sanzol
Jorge Sanzol (1946-2000) fue un dibujante y diseñador argentino de larga trayectoria en su país natal. Trabajó en las revistas Tía Vicenta, Satiricón, Humor y Sex Humor. Sus trabajos fueron expuestos en Argentina, Francia, Italia, Bulgaria y Estados Unidos.
Además ilustró varios libros entre los que se destaca Los imposibles de Ema Wolf en 1988.
Tiene 2 hijos: Vanina (n. 1974) y Hernán (n. 1979).